# Османска архитектура
Османска архитектура је архитектура Османског царства, која се појавила у северозападној Анадолији у 13. веку. Архитектура царства се развила из турске и раније селџучке архитектуре, са утицајима византијске и персијске архитектуре, заједно са архитектонском традицијом Балкана и других делова Блиског истока. Класична архитектура Османског царства била је мешавина аутохтоне турске традиције и утицаја Аја Софије. Један од најбољих представника овог периода је Мимар Синан, чија дела укључују и Сулејманову џамију. Почевши од 18. века, на османску архитектуру је утицала барокна архитектура западне Европе. Нуруосманије џамија (Nuruosmaniye Camii) је један од преживелих примера из овог периода. Последњи османски период имао је више утицаја из западне Европе, које су донели архитекте попут оних из породице Балјан. У овом периоду се такође развио нови архитектонски стил назван нео-османски или османски препород, познат и као Први национални архитектонски покрет од стране архитеката као што су Мимар Кемаледин и Ведат Тек.
Данас се у одређеним деловима територија бившег царства могу наћи остаци османске архитектуре у пропадању.

## Рани османски период
Оснивањем Османског царства, године 1299–1453. чине рани или први османски период, када је османска уметност трагала за новим идејама. У овом периоду биле су присутне три врсте џамија: џамије у нивоу, једнокуполне и угласте. Џамија Хаџи Озбек (1333) у Изнику, прво важно средиште османске уметности, први је пример османске једнокуполне џамије.

## Период Бурсе (1299–1437)
Куполасти архитектонски стил еволуирао је из Бурсе и Једрена. Света џамија у Бурси била је прва селџучка џамија која је претворена у куполасту. Једрене је био последња османска престоница пре Истанбула и ту сведочимо последњим фазама у архитектонском развоју које су кулминирале изградњом великих џамија у Истанбулу. Неке зграде изграђене у Истанбулу током периода између заузимања града и изградње џамије Бајазит II у Истанбулу такође се сматрају касним радовима раног периода, мешајући рад класичног периода са утицајима периода Бурсе. Међу њима су Фатихова џамија (1470), Махмутпашина џамија, Поплочани киоск (павиљон) и палата Топкапи. Османлије су интегрисали џамије у заједницу и додали народне кухиње, теолошке школе, болнице, турска купатила и гробнице.
- Велика џамија у Бурси
- Јесил џамија из Изника
- Румелихисари
- Зелена гробница
- Зелена гробница
- Поплочани киоск (павиљон)

## Класични период (1437–1703)
Класични период османске архитектуре је у великој мери развој претходних приступа, јер су се развијали током 15. и почетком 16. века, а почетак класичног периода снажно је повезан са делима Мимара Синана. У овом периоду, османска архитектура, посебно са делима, и под утицајем Синана, видела је ново обједињавање и усклађивање различитих архитектонских делова, елемената и утицаја које је отоманска архитектура раније апсорбовала, али који још увек нису били усклађени у колективну целину. Узимајући у великој мери византијску традицију, а посебно утицај Аје Софије, класична османска архитектура је, као и раније, на крају била синкретична мешавина бројних утицаја и прилагођавања за османске потребе. У ономе што је можда најкарактеристичније од структура овог периода, класичним џамијама које су пројектовали Синан и они после њега, које су користиле структуру засновану на куполи, сличну оној код Аја Софије, али су између осталог променили пропорције, отворили унутрашњост структуре и ослободили је од колонада и других структурних елемената који су разбили унутрашњост Аја Софије и других византијских цркава и додали више светлости, са већим нагласком на коришћењу осветљења и сенки са огромним обимом прозора. Ови догађаји су и сами били мешавина утицаја из Аја Софије и сличних византијских структура, као и резултат развоја османске архитектуре од 1400. године, која је, по речима Годфрија Гудвина, већ „постигла ту поетску интеракцију осенчених и сунцем осветљених ентеријера који су се допадали Ле Корбизјеу."
Током класичног периода, планови џамија су се променили тако да су укључили унутрашња и спољна дворишта. Унутрашње двориште и џамија били су нераздвојни. Господар архитекта класичног периода, Мимар Синан, рођен у 1489/1490 у Кајсери и умро у Истанбулу 1588. Синан је започео нову еру у светској архитектури, створивши 334 зграде у разним градовима. Прво важно Синаново дело била је Принчева џамија завршена 1548. године. Његово друго значајно дело била је Сулејманова џамија и околни комплекс изграђен за Сулејмана Величанственог. Џамија Селимија у Једрену је изграђена током година 1568-74, када је Синан био на врхунцу као архитекта. Међу најпознатијим Синановим делима су Рустем-пашина џамија, Михримах Султанова џамија, Хадим Ибрахим-пашинаа џамија и Шехзаде, Кануни Султан Сулејман, Рокселана и Селим II маузолеји. Већина класичних дизајнерских периода користила је византијску архитектуру суседног Балкана као своју основу, а одатле су додати етнички елементи стварајући другачији архитектонски стил.

Примери османске архитектуре класичног периода, осим Турске, могу се видети и на Балкану, у Мађарској, Египту, Тунису и Алжиру, где су изграђене џамије, мостови, фонтане и школе.
- Султан-Ахмедова џамија
- Султан Ахмедова џамија
- Џамија Селимија
- Џамија Селимије
- Џамија Селимије
- Нова џамија
- Џамија Бајазит II
- Принчева џамија
- Принчева џамија
- Принчева џамија
- Унутрашњост Принчеве џамије
- Палата Топкапи
- Унутрашњост Царског већа у палати Топкапи
- Унутрашњост собе за обрезивање у палати Топкапи
- Плочице у павиљону у палати Топкапи
- Плочице у палати Топкапи
- Плочице у палати Топкапи
- Плочице у палати Топкапи
- Плочице у палати Топкапи
- Плочице у палати Топкапи
- Плочице у палати Топкапи
- Палата Топкапи
- Харем у палати Топкапи
- Грађанска архитектура у Сафранболу
- Маузолеј Мевлана
- Фатихова џамија
- Фатихова џамија
- Џамија Михримах Султана
- Унутрашњост џамије Михримах Султана
- Сулејманова џамија
- Сулејманова џамија
- Унутрашњост Сулејманове џамије

## Период западног утицаја
Током владавине Ахмеда III (1703–1730) и под подстицајем његовог великог везира Ибрахим-паше, наступио је период мира. Због односа са Француском, на османску архитектуру почели су утицати стилови барока и рококоа који су били популарни у Европи. Према многим академицима, барокни стил су први развили Турци Селџуци. О примерима сведоче Велика џамија и болница Дивриги, место светске баштине под заштитом УНЕСКО-а, музеј у Конији и многи други. Разни посетиоци и изасланици су послати у европске градове, посебно у Париз, како би искусили савремене европске обичаје и живот. Декоративни елементи европског барока и рококоа утицали су чак и на религиозну османску архитектуру. Са друге стране, Антоана Ињаца Мелинга, француског архитекту, позвала је у Истанбул сестра султана Селима III и показала обале Босфора и дворце смештене поред мора. Током тридесетогодишњег периода познатог као период лала, све су очи биле окренуте Западу, а уместо монументалних и класичних дела, око Истанбула су изграђене виле и павиљони. Међутим, отприлике у то време трајала је градња палате Ишак-паше у Источној Анадолији (1685–1784).

## Период лала (1703–1757)
Почев од овог периода, виша класа и елита у Османском царству почеле су често да користе отворене и јавне површине. Традиционални, затворени начин друштвеног живота почео је да се мења. Популарни су постали себиљи (чесме) и резиденције на обали. Водени канал (други назив је Cetvel-i Sim), излетиште (Kâğıthane) успостављени су као рекреациона подручја. Иако се доба лала завршило побуном са Патрони Халилом, постало је модел за утицаје запада. Током година 1720–1890, османска архитектура је одступала од принципа класичног доба. Смрћу Ахмеда III, Махмуд I је заузео престо (1730–1754). У том периоду почињу се градити џамије у барокном стилу.
- Чесма Ахмеда III
- Чесма Ахмеда III
- Ендерунска библиотека
- Ендерунска библиотека
- Ендерунска библиотека
- Ајналикавак павиљон

## Барокни период (1757–1808)
У структури овог периода преовлађују кружне, таласасте и закривљене линије. Главни примери су џамија Нуруосманије, џамија Лалели, џамија Зејнеп Султана и вила Чакирага. Мехмед Тахир Ага је важан архитекта тог времена. Едикула која садржи Исусов гроб у цркви Светог гроба у Јерусалиму, најсветије место у хришћанском свету, такође је обновљена 1810. године у стилу османског барока.
- Нуруосманије џамија
- Нуруосманије џамија
- Нуруосманије џамија
- Нуруосманије џамија
- Нуруосманије џамија
- Џамија Лалели
- Џамија Лалели
- Џамија Лалели
- Ајазма џамија
- Бејлербеји џамија
- Џепсефа Хатун џамија
- Џамија Чапаноглу
- Изет Мехмет-пашина џамија
- Велика џамија Селимије

## Период царства (1808–1876)
Нусретије џамија, Ортакој џамија, султан Махмутов гроб, Галата кућа мевлевшких Дервиша, дворац Долмабахче, Чираган Палата, Бејлербеји палата, Садулах паша Јали, Кулели касарна, и Селимије касарна су важни примери овог стила развијеног паралелно са процесом западног утицаја. Архитекте из породице Балјан и браћа Фосати били су водећи у то време.
- Нусретије џамија
- Палата Долмабахче
- Палата Долмабахче
- Палата Долмабахче
- Палата Долмабахче
- Палата Долмабахче
- Палата Долмабахче
- Ататуркова смртна постеља у палати Долмабахче
- Палата Шираган
- Палата Шираган
- Еркек Лисеси, Истанбул
- Универзитет Босфор
- Џамија Ортакој
- Џамија Ортакој
- Палата Бејлербеји
- Палата Бејлербеји
- Палата Шираган
- Палата Шираган
- Палата Шираган
- Одунпазари у Ескишехиру је пример стамбене архитектуре
- Јали на Босфору
- Јали на Босфору
- Јали на Босфору
- Јали на Босфору
- Јали на Босфору
- Јали на Босфору
- Истанбулски технички универзитет
- Универзитет Богазици
- Универзитет Богазици
- Универзитет Богазици
- Војна гимназија Кулели
- Касарна Селимије
- Унутрашњост џамије Долмабахче
- Османска банка
- Кримска спомен црква
- Гробница султана Махмута

## Касни период (1876–1922): „Национална архитектонска ренесанса“
Завршни период архитектуре у Отоманском царству, развијен након 1900. године, а нарочито спроведен након што су Младотурци преузели власт 1908–1909, оно је што се тада називало „Националном архитектонском ренесансом“ и из кога је настао стил који се помиње као Први национални архитектонски покрет турске архитектуре. Приступ у овом периоду био је стил османског препорода, реакција на утицаје у претходних 200 година који су се сматрали „страним“, као што су барокна и неокласична архитектура, а био је намењен промоцији османског патриотизма и само-идентитета. Ово је заправо био потпуно нови стил архитектуре, повезан са ранијом османском архитектуром на прилично исти начин као и остале приближно савремене ревивалистичке архитектуре повезане са њиховим стилским надахнућима. Архитектура османског препорода овог периода темељила се на модерним грађевинским техникама и материјалима као што су армирани бетон, гвожђе, челик и често стаклени кровови, а у многим случајевима користила је оно што је у основи била структура Beaux-Arts са спољним стилским мотивима повезаним са оригиналном архитектуром из које је инспирисана. Споља се фокусирао на форме и мотиве за које се сматра да су традиционално „османске“, попут шиљастих лукова, декорација са украсним плочицама, широких кровних надстрешница са носећим подупирачима, купола над кулама или угловима итд.
Првобитно је овај стил требало да промовише патриотизам и идентитет историјски мултиетничког Османског царства, али су га до краја Првог светског рата и стварања Турске Републике усвојили републички турски националисти за промоцију новог турског осећаја патриотизма. У овој улози, наставио је и утицао на каснију архитектуру Републике Турске.
Један од најранијих и најважнијих примера овог стила је истанбулска Велика пошта у Сиркецију, завршена 1909. године, а дизајнирао је Ведат Тек. Други важни постојећи примери укључују истанбулске терминале трајеката изграђене између 1913. и 1917. године, попут терминала Бешикташ од стране Али Талат Бега (1913), терминала Хајдарпаша од Ведат Тека (1913) и терминала Бујукада од Михрана Азарјана (1915). Други примери су војна касарна Таксим и затвор Султанахмет, сада хотел Four Seasons Султанахмет.
У Анкари је најранија зграда у овом стилу зграда у којој се данас налази Музеј рата за независност и која је служила као прва кућа Националне скупштине Турске Републике 1920. године. Изградио га је 1917. Исмаил Хасиф бег као локално седиште Комитета за удруживање и напредак младотурака.
Џамија Пертевнијал Валиде Султан, Група зграда Шеик Зафир, Медицински факултет Хајдарпаша, зграда Дујун-у Умумије, велике зграде Поштанских уреда, апартмани Лалели Харикзедеган, важне су структуре овог периода када је доминирао еклектички стил (електицизам). Рајмондо Д'Аронко и Александер Валаури били су водећи архитекти овог периода у Истанбулу. Поред Валаурија и Д'Аронка, међу осталим водећим архитектама који су дали важан допринос позној османској архитектури у Истанбулу били су архитекти породице Балјан, Вилијам Џејмс Смит, Аугуст Јахмунд, Мимар Кемаледин-бег, Ведат Тек и Ђулио Монгери.

Еклектички османски препород, који је понекад допуњаван сецесијским мотивима, имао је неке следбенике и изван Турске. Нарочито су архитекте у Азербејџану, али и деловима Ирана, покушавале да на сличан начин споје локални народни израз са модерном градњом током 1920-их. Железничка станица Сабунчи Николаја Бајева у Бакуу пример је овог стила оживљавања, са више перзијских (или селџучких) орнамената.
- Арсенал Мачка, која је данас део Техничког универзитета у Истанбулу
- Апартмани Мисир
- Шеик Зафир је леп пример сецесије у Истанбулу
- Затвор Султанахмет
- Пертевнијална џамија Валиде Султан
- Грчки православни колеџ Фанар
- Железничка станица Сиркечи, одредиште Оријент Експреса
- Црква Светог Антонија Падованског, Истанбул
- Палата Јилдиз
- Перили Коск
- Генерални конзулат Египта
- Бугарска црква Светог Стефана
- Грчка православна црква Аја Тријада, Истанбул
- Велика пошта у Истанбулу сматра се првом зградом изграђеном у турском неокласичном стилу
- Железничка станица Караагац
- Џамија Малатиа Хаци Иусуф
- Хаџи Јусуф џамија
- Зграда Дефтер-и Хакани у Султанахмету, Истанбул, саградио Ведат Тек [19]
- Истанбул 4. Вакиф Хан у Еминону, дизајнирао Мимар Кемаледин-бег (1911–1926).
- Тајаре Апартмани у Лалели, [[|Истанбул]], коју је дизајнирао Мимар Кемаледин бег (1919—1922)

## Рајски врт
„Привид раја (џенет) обећан побожнима са потоцима воде и рекама млека чији се укус неће променити и рекама вина које ће бити укусно за пиће, и потоци прочишћеног меда и плодова сваке врсте у њима и опроштење од господа свога“. (47:15)
Према Курану, рај се описује као место, крајње одредиште. У основи вечни живот, који је испуњен „духовном и физичком“ срећом. Земаљски вртови у османском периоду били су под утицајем раја, повезани са уметношћу и просторима свакодневног живота, са много описа који се односе на Кур'ан. Отуда су рајски вртови или „Земаљски рај“, апстрактна перцепција неба, што као резултат мора да симболизује спокојно место које показује „вечност и мир“.
Природа је постала метода за декоративне обрасце у архитектонским детаљима и урбаној структури. Све је инспирисано природом и укључено у природу. Од плафона џамија и зидова палата, киоска и летњих палата (павиљона), који су сви били украшени плочицама, фрескама и ручно резбареним украсима, до кафтана, јашмака и још толико тога. Јасно је да је рајска природа била свуда; у многим просторима свакодневног живота.
Баштенски павиљони често су имали облик квадратних или централно планираних самостојећих структура отворених на све стране, дизајнираних посебно за уживање у погледу, мирису и звуцима околине. Неки од облика вртова заснивали су се, на пример, на атријуму Аје Софије, који има чемпресе око централне фонтане, а засади у џамијама добили су „посебно муслиманско теолошко тумачење“. Џамије су прошириле своје функције и услуге додавањем болница, библиотека итд.
У исламским градовима, попут османских, где су се џамије сматрале „централном тачком“, џамије су имале вртове уз зграде. Сулејманова џамија имала је прозоре на зиду кибле како би се створио континуитет са вртом напољу. Михраб је имао витраже и Изник плочице које сугеришу капију за рај. Такође, Рустем-паша џамија била је позната по употреби Изник плочица. Натписи на пендативима сугеришу да ће душа побожног сигурно боравити у рају. Главни натписи у овим џамијама били су вода и баре, киосци, воће попут нара, јабука, крушака, грожђа итд. Такође вино, плес, музика, слушкиње жене и дечаци, што све претвара визију забаве у „рају на земљи“.
Осим џамија, градови су такође развијени у „изузетно пријатељске градове“. У засењеним уским улицама, били су углови са дрвећем и баштама, сенице од лозе грожђа. Сматрало се да је дрвеће балансирајући елемент архитектуре који пружа склад између природе и зграда. Из тог разлога, османски градови „изгледају као да су продужетак дела земље на коме су саграђени“. Штавише, употреба дрвета у зградама додаје везу са природом. Турски архитекта и урбаниста Торгут Кансевер описао је османске градове као „османске рајеве‟ и рекао да исламске карактеристике најбоље представљају османски градови. Блиски однос архитектуре са природом привукао је елемент дрвећа и воде. Са својом искључиво природном „синтезном структуром", османски град је био зелен, како су га описали многи путници. Такође, вода је била основни елемент, као и чемпрес. Антоан Галанд је написао: „Турске баште су биле фонтане и мали канали који су свуда узимали воду и из којих је вода извлачена под притиском." Међутим, у прва четири века ислама нема доказа да су вртови свесно пројектовани са четири квадранта и четири водена канала како би представљали рај како га је Куран описао.

## Примери османске архитектуре ван Турске
- Стари Мост је обновљени османски мост из 16. века у граду Мостару у Босни
- Купола на стени, Током владавине Сулејмана Величанственог (1520–1566), спољашњост Куполе на стени била је прекривена плочицама.
- Купола на стени, Током владавине Сулејмана Величанственог (1520–1566), спољашњост Куполе на стени била је прекривена плочицама.
- Сахат-кула Јафа изграђена је у знак срећања на сребрни јубилеј владавине султана Абдул Хамида II у османској Сирији
- Кан Ал-Умдан је највећи и најбоље очувани Отомански хан у Израелу
- Мост Мехмед-паше Соколовића у Босни и Херцеговини
- Стари Мост у Мостару у Босни и Херцеговини
- Стари суфијски манастир Благај Текија на извору Буне, у Благају, Босна и Херцеговина
- Медреса Гази Хусрев-бега у Сарајеву, Босна и Херцеговина
- Гази Хусрев-бегово турбе (гробница) у дворишту Гази Хусрев-бегове џамије у Сарајеву, Босна и Херцеговина
- Гази Хусрев-бегова џамија са суседном Старом сахат-кулом на Башчаршији у Сарајеву,Босна и Херцеговина
- Двориште Цареве џамије у Сарајеву, Босна и Херцеговина
- Гробница Гул Бабе у Мађарској
- Јеникале у Украјини
- Џамија Тсисдаракис у Атини
- Џамија Осман Шах у Трикали
- Сабил-Кутаб из Катхуде у Каиру
- Џамија Мухамеда Алија у Каиру
- Алаца Имарет у Солуну
- Кућа у низу у Никозији, Кипар
- Џамија у Новом Пазару
- Ет'хем Бегова џамија и сахат-кула у Тирани
- Турбе џамија у Београду (више не постоји)
- Батал џамија у Београду (више не постоји)
- Џамија Кхалид ибн ал-Валид у Сирији
- Поглед изнутра на Кан Асад Пашу у Сирији
- Иса-бег џамија у старој чаршији у Скопљу
- Азизије џамија у Батумију, Грузија (више не постоји)
- Џамија султана Мурата у Скопљу
- Капан Хан у Скопљу
- Даут-паша Хамам у Скопљу
- Куршунлу Хан у Скопљу
- Бали-бегова џамија у Нишу, Србија
- Тврђава у Нишу, Србија
- Традиционална македонска кућа у османском стилу у Охриду, Северна Македонија
- Кућа из османског периода у Пловдиву, Бугарска [34]